# Hallux valgus
 (février 2025).
Si vous disposez d'ouvrages ou d'articles de référence ou si vous connaissez des sites web de qualité traitant du thème abordé ici, merci de compléter l'article en donnant les références utiles à sa vérifiabilité et en les liant à la section « Notes et références ».
Pour les articles homonymes, voir Oignon (homonymie).
 Mise en garde médicale
L’hallux valgus (HV, du latin hallus, gros orteil et valgus : « tourné en dehors »), souvent accompagné d'un « oignon » (callosité de la peau en regard de la déformation), est une déformation du pied correspondant à la déviation du premier métatarsien en varus (en dedans) et du gros orteil (hallux) en valgus (en dehors).

## Description
L'HV associe plusieurs déformations qui sont :
- un hallux abductus si M1P1 > 20° ;
- un metatarsus varus si M1M2 > 10° ;
- un metatarsus elevatus ;
- une pronation du gros orteil (pas toujours présente).

Ces déformations n’évoluent pas forcément en même temps. De plus, on trouve une exostose, qui peut être très douloureuse, sur le bord médial de la première tête métatarsienne.

## Étiologie
Cette malformation a une prédominance féminine et est souvent bilatérale.
Il en existe deux formes principales :
- l'une est acquise par défaillance progressive des systèmes de stabilisation du premier métatarsien (vieillissement, microtraumatismes, surcharge). C'est l'hallux valgus secondaire, qui représente 70 % des cas. Dans ce cas, le rôle d'un mauvais chaussage est prépondérant (chaussures trop étroites)[2] ;
- l'autre, liée à un défaut d'orientation de la tête métatarsienne, est dite « juvénile » car elle apparaît dans la deuxième décennie de la vie du patient. Elle est héréditaire et transmissible par la mère avec pénétrance génétique variable de 72 %. Elle représente 30 % des cas.

Chez l'homme, elle est souvent associée à une surcharge pondérale et à la présence de pieds plats.
La paléopathologie moderne a mis en évidence, dans la Grande-Bretagne du XIVe siècle, la relation entre l’apparition d’un oignon d'hallux valgus sur la face interne du pied et le port de poulaines, des chaussures de cuir étroites et particulièrement pointues portées par les hommes et femmes aisés. La présence de nombreux os présentant des fractures résorbées chez la population affectée démontre également qu'ils avaient tendance à tomber souvent.

## Physiopathologie ou mécanismes à l'origine de la difformité

### Metatarsus varus
La première cuneo-métatarsienne est une articulation en selle : elle fonctionne comme un cardan. En conséquence, une élévation du 1er métatarsien entraine aussi une varisation et une pronation. L’ensemble de ces déplacements entraine une désaxation de la tête métatarsienne par rapport aux sésamoïdes.

### Subluxation latérale de la phalange proximale sur la tête métatarsienne
Conséquences de cette subluxation latérale de la phalange proximale sur la tête métatarsienne, sont observées plusieurs altérations secondaires
- Rétraction de la capsule sur son versant latéral (« fibulaire »)
- Amincissement de la capsule sur son versant médial (« tibial »)
- Saillie médiale de dimensions variables
- Pronation de l'hallux volontiers en rapport avec l'intensité de la déviation
- Déviation médiale du premier métatarsien avec accroissement de la valeur de l'angle intermétatarsien. Ceci a pour conséquence la découverture des sésamoïdes, ancrés  latéralement par le ligament transverse intermétatarsien profond.

### Déstabilisation de l'articulation métatarsophalangienne du deuxième orteil
Le retentissement de l'HV sur le deuxième rayon n'est pas obligatoire. Au fur et à mesure que la déformation de l'hallux s'accentue, l'encombrement spatial de l'hallux retentit sur le deuxième orteil qui se déforme en griffe. Si la déformation se poursuit et se majore, un chevauchement des orteils peut s'observer avec le deuxième orteil qui se positionne au-dessus ou au-dessous du premier.

### Divers
- Le premier métatarsien ne peut plus jouer son rôle et ainsi engendrer une hyperkératose de la peau, appelé communément oignon. Le déplacement latéral de la première phalange entraîne un déplacement associé des tendons extenseurs et fléchisseurs du gros orteil. Ceux-ci n'ont plus une force axiale sur l'articulation mais possèdent une force de déformation latérale, car excentrés, qui accélère la déformation, d'où le caractère progressif de la maladie. Ainsi il est clairement illusoire de guérir l'hallux valgus par des manœuvres externes de recentralisation du gros orteil. Il faut soit s'orienter vers des cales en silicone afin de traiter la symptomatologie soit, en cas de douleurs résistantes, vers une intervention chirurgicale.
- Déformation de l'ongle
- Griffe du deuxième orteil
- Supra ou infraductus des orteils
- Hyperkératose sous les têtes moyennes
- Hyperkératose sous le sésamoïde interne
- Hyperkératose sous la tête de M2 car hyper-appui
- Douleur arthrosique et douleur de l’exostose (frottements, étirement du système capsulo-ligamentaire en interne)
- Sésamoïdopathie.

## Diagnostic

### Examen médical
Le chirurgien s'attache à rechercher plusieurs éléments qui justifient d'une intervention chirurgicale :
- la douleur : elle siège au bord interne du pied, en regard de la tête du métatarsien ;
- la bursite : la « bosse » qui fait saillie sous la peau entre en conflit avec les chaussures. La peau devient inflammatoire et parfois une ulcération, voire une collection, peut apparaître ;
- la gêne au chaussage : la « bosse » oblige à porter des chaussures plus larges et sans talon. À l'extrême, certains n'arrivent plus à se chausser, sauf dans des claquettes ou des tongs.

D'autres signes moins fréquents peuvent exister à des degrés divers. Il est important de rappeler que la gêne esthétique ne doit pas motiver une intervention. En effet, la chirurgie orthopédique s'attache à restaurer une fonction normale et indolore de l'appareil locomoteur. Une chirurgie fonctionnelle motivée par des considérations esthétiques est particulièrement à risque d'échec.

### Bilan radiographique
Le diagnostic est avant tout clinique, mais des radiographies sont indispensables pour mesurer la déformation et adapter la technique chirurgicale aux spécificités du patient. Les radiographies doivent être effectuées de façon rigoureuse : clichés d'avant-pied de face, profil, et 3/4, patient debout en charge. Ce dernier critère est indispensable car le squelette du pied adopte des positions dans l'espace qui diffèrent selon que le poids du corps repose ou non sur lui. C'est l'état du squelette debout en charge qui doit guider le geste chirurgical.

## Grands principes du traitement

### Traitement non chirurgical dit «conservateur»
Le sujet souffrant d'oignon doit comprendre la nature de son problème. Il doit porter de préférence des chaussures à semelles larges souples à talon peu élevé, chaussure assurant la liberté du gros orteil et de la saillie médiale.
Une orthèse (contention par un dispositif élastique) peut aider à soulager certains patients.

#### Contentions nocturnes
Il s’agit d’appareils de postures corrigées ou semi-corrigées en fonction de la réductibilité de la déformation. Elles trouvent leur indication dans les formes douloureuses à expression nocturne.
Les plus efficaces sont celles réalisées sur mesure, mais leur efficacité n’est que relative : elles ne s’intéressent qu’au pied en décharge alors que la déformation se trouve majorée en charge et chaussé (facteurs favorisants de la déformation).

#### Contentions diurnes
Elles tiennent compte de la réductibilité de la pathologie en charge et chaussé. La correction mécanique de l’hallux abductus peut être réalisée par une orthoplastie de type écarteur d’orteil standard ou moulée dans le premier espace interdigital.
Elle permettra :
- une diminution des contraintes articulaires de la première articulation métatarso-phalangienne, pouvant ainsi éviter l’installation d’une arthrose secondaire présente dans les cas évolués ;
- une réaxation des tendons périarticulaires responsables de l’entretien en position vicieuse de l’hallux valgus.

On peut associer à cet écarteur :
- une protection de l’exostose latérale interne du premier métatarsien ;
- une protection ou une correction d’une griffe du deuxième orteil douloureuse, souvent associée à l’hallux valgus.

### Prise de décision
Les principaux motifs de traitement sont une pathologie liée à l’exostose (frottement, hygroma, fistule, cals…), une gêne esthétique, des douleurs liées aux conséquences de cette déformation ou d'origine arthrosique.

### Techniques opératoires

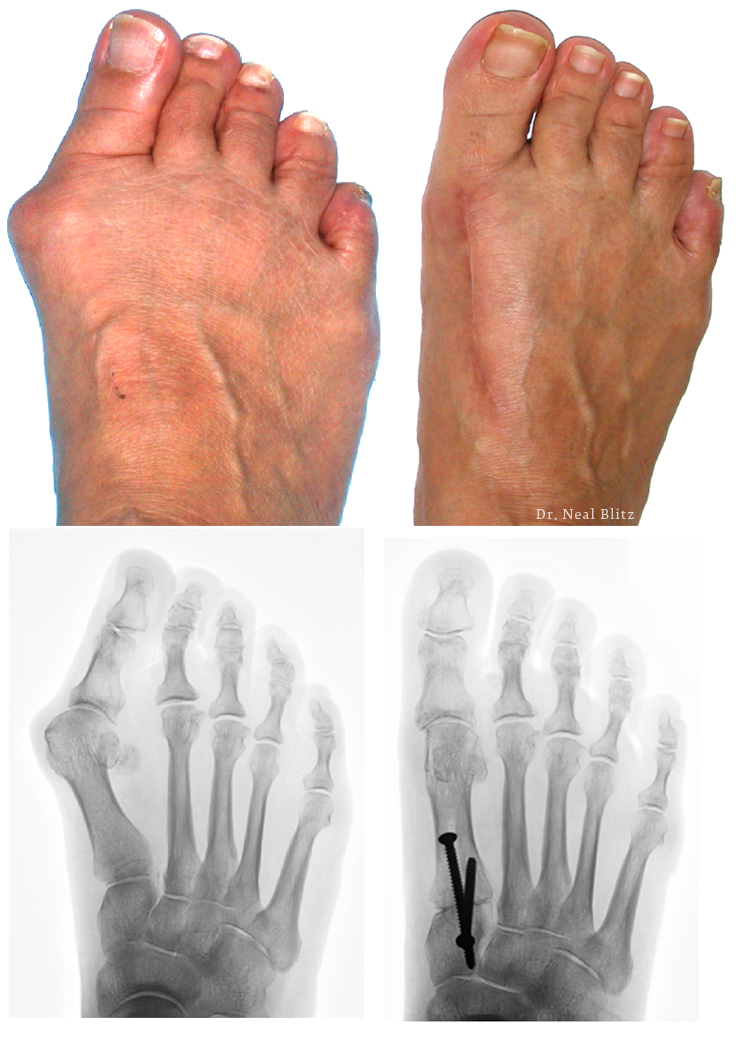
image clinique et radiographique du traitement chirurgical d'hallux valgus (arthrodèse de Lapidus) avec la déformation associée.

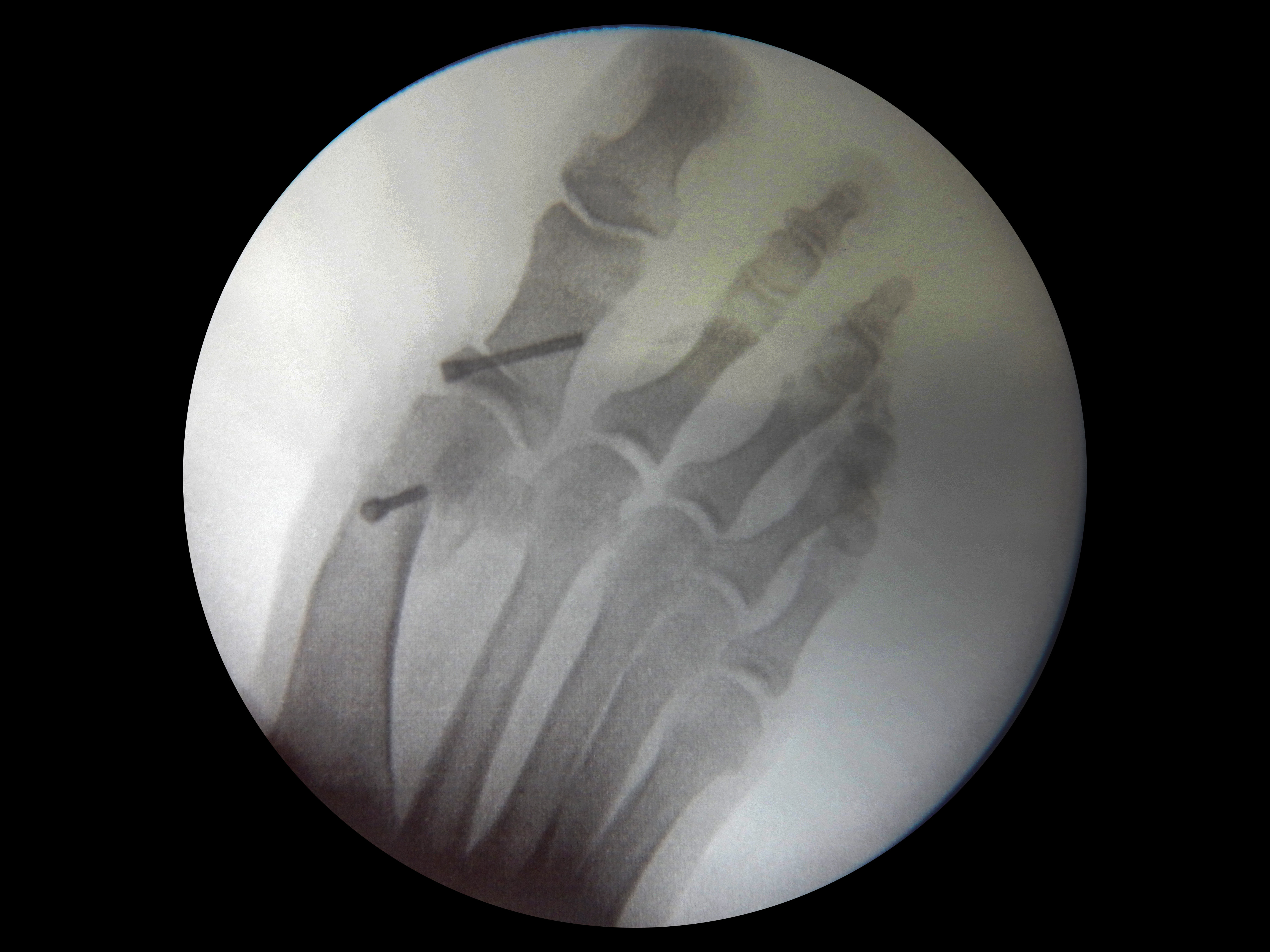
Radiographie après opération chirurgicale d'un Hallux valgus (ostéotomie en chevron associée à une ostéotomie de première phalange) chez un sujet de 24 ans environ.

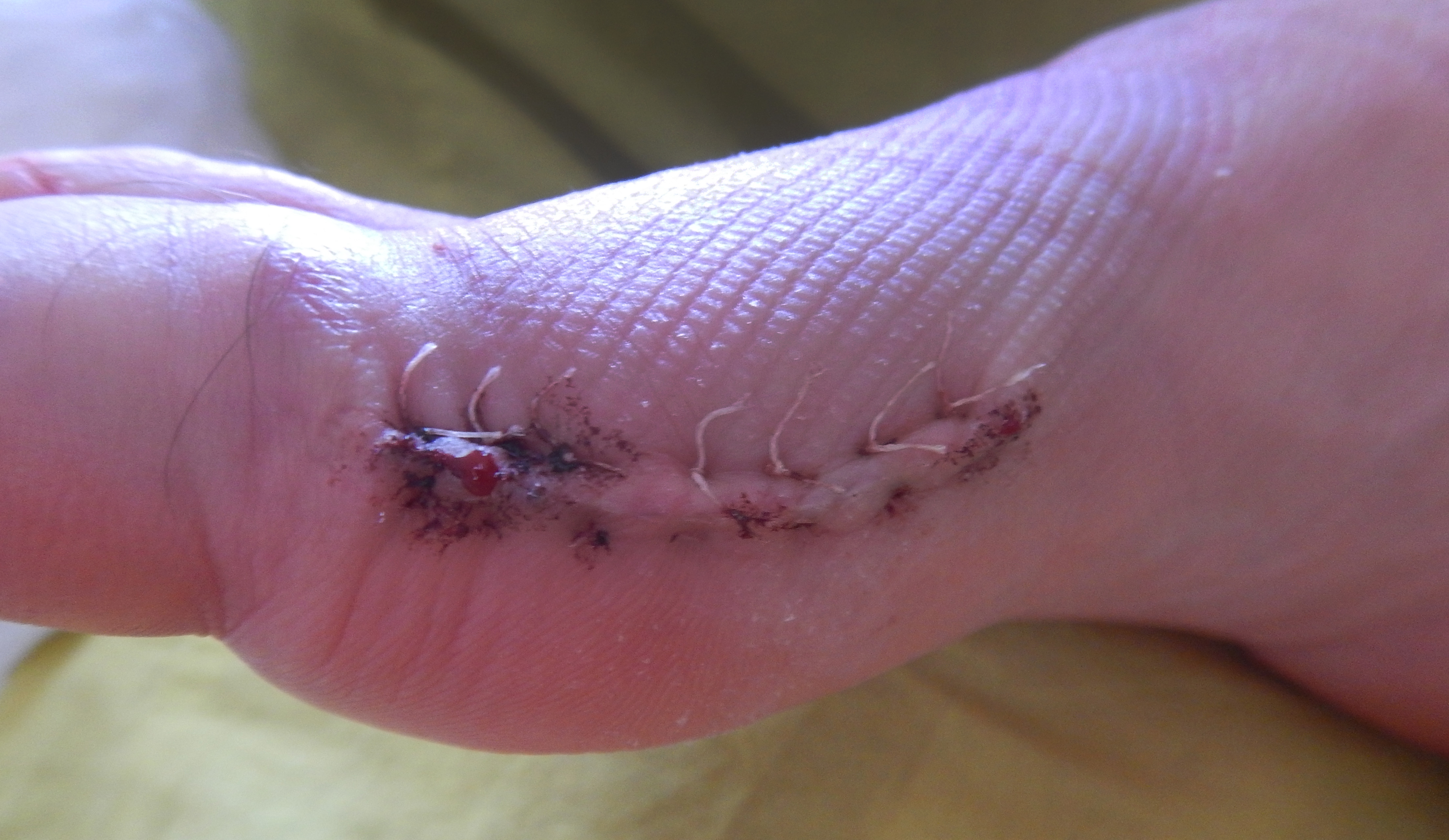
Cicatrice 2 jours après opération chirurgicale d'un Hallux valgus chez un sujet de 24 ans environ.

Au cours d'une intervention chirurgicale, plusieurs types de corrections peuvent être apportées, isolément ou de manière combinée :
- ostéotomie de la tête du premier méta (ostéotomie de Reverdin Isham): permet de réorienter la surface articulaire du méta et corrige la déformation ; réaxe peu l'appareil sésamoïdien, l'indication privilégiée est donc l'hallux valgus congénital.
- opération d'Akin, ostéotomie de la base de la première phalange : elle corrige le valgus de la phalange souvent présent ; corrige en moyenne 2° de metatarsus varus. Divise le risque de récidive par 4. Souvent utilisée en complément d'une autre technique.
- ostéotomie métatarsienne (« chevron » simple, ostéotomie de Scarf, etc.) ;
- geste de libération distale des parties molles ;
- opération de Keller : arthroplastie par résection de la base de la première phalange du gros orteil, qui reste utilisée en cas de dégénérescence arthrosique de la première articulation métatarso-phalangienne (hallux rigidus et hallux valgus) ;
- Pour les grandes déformations sont utilisées l'arthrodèse de la première cuneometatarsienne (Lapidus) ou une ostéotomie de la base du 1er métatarsien.
- arthrodèse ou « fusion » métatarsophalangienne du gros orteil.

Du point de vue de la technique pure, l'opération peut être menée selon plusieurs modalités :
- chirurgie classique : le chirurgien incise la peau en regard des zones à traiter ;
- chirurgie mini-invasive[7] : les techniques sont adaptés pour permettre d'effectuer les mêmes gestes, mais par des incisions (et donc des cicatrices) plus petites et en préservant mieux les tissus sous-cutanés ;
- chirurgie percutanée[8] : les avancées techniques les plus récentes permettent de pratiquer les gestes chirurgicaux à travers la peau. La taille des incisions ne dépasse alors pas quelques millimètres.

Si les deux dernières s'accompagnent de suites opératoire plus simples pour les patients, toutes les techniques ne peuvent pas traiter toutes les déformations. C'est au chirurgien, entraîné à ces techniques modernes, d'opter pour l'une ou l'autre.